# NGC 3997
NGC 3997 est une galaxie spirale barrée située dans la constellation du Lion. NGC 3997 a été découverte par l'astronome britannique John Herschel en 1827.

## Caractéristiques
La classe de luminosité de NGC 3997 est II et elle présente une large raie HI. Elle renferme également des régions d'hydrogène ionisé.

### Distance
Sa vitesse par rapport au fond diffus cosmologique est de 5 078 ± 22 km/s, ce qui correspond à une distance de Hubble de 74,9 ± 5,3 Mpc (∼244 millions d'al).
À ce jour, une mesure non basée sur le décalage vers le rouge (redshift) donne une distance d'environ 84,100 Mpc (∼274 millions d'al). Cette valeur est à l'extérieur des valeurs de la distance de Hubble. Notons que c'est avec la valeur moyenne des mesures indépendantes, lorsqu'elles existent, que la base de données NASA/IPAC calcule le diamètre d'une galaxie et qu'en conséquence le diamètre de NGC 3997 pourrait être d'environ 36,2 kpc (∼118 000 al) si on utilisait la distance de Hubble pour le calculer.

## Supernova
La supernova SN 2004aw a été découverte indépendamment dans NGC 3997 le 19 mars 2004 par l'astronome amateur britannique Tom Boles et par l'astronome japonais Koichi Itagaki à Yamagata au Japon. Cette supernova était de type Ic.

## Groupe de NGC 3997
NGC 3997 est membre d'un groupe de galaxies qui porte son nom. Le groupe de NGC 3997 au moins cinq galaxies. Les autres galaxies de ce groupe sont NGC 3989, NGC 3993, IC 746, CGCG 127-109 et MCG 4-28-109.
Notons que la galaxie NGC 3997 est placée dans un autre groupe par Abraham Mahtessian, le groupe de NGC 4007, la galaxie la plus brillante du groupe. Les autres galaxies dont NGC 3987, NGC 4007 (NGC 4005 dans l'article), NGC 4015 et NGC 4022.
Certaines des galaxies du groupe de Mahtessian sont dans un autre groupe décrit dans l'article de Garcia, le groupe de NGC 3987. Les galaxies du groupe de NGC 4007 sont à une distance moyenne de 70,7 ± 2,5 Mpc, celles du groupe de NGC 3987 à 70,4 ± 1,1 Mpc et celles du groupe de NGC 3997 à 73,8 ± 3,7 Mpc. Les galaxies des trois groupes décrits par ces deux auteurs sont toutes situées à des distances assez semblables de la Voie lactée, de 68,6 à 78,7 Mpc. Leur appartenance à l'un ou l'autre des groupes peut donc varier et elle dépend des critères de regroupement utilisés par les auteurs.